# Caso de Marta Zamaro y Nilsa Urquía
Marta Adelina Zamaro (Santa Fe, 3 de enero de 1945-Santa Fe, 15 de noviembre de 1974) fue maestra, escribana, procuradora, abogada, periodista y enfermera universitaria. Nilsa María Urquía (Ordóñez, c. noviembre de 1942-Ordónez, 15 de noviembre de 1974) fue abogada defensora de presos políticos. Ambas abogadas militantes fueron secuestradas, torturadas y asesinadas por un grupo parapolicial y terrorista de Argentina en tiempos del accionar de la Triple A.

## Secuestro y asesinato
Ambas habían sido militantes estudiantiles y luego del Partido Revolucionario de los Trabajadores, y compartían departamento.  Formaban parte de la Comisión de Solidaridad con Presos Políticos y Gremiales que defendió a presos políticos en los inicios de los años 70. Marta también trabajaba y era delegada gremial en Nuevo Diario. Nilsa quedó al frente de la Comisión de Defensa de la Asociación de Abogados del país, debido al exilio forzoso del doctor Rafael "Negro" Pérez en México. Trabajó en el Registro de la Propiedad que entonces dependía del Poder Judicial y desde ahí participaba de la Asociación de Empleados de Tribunales.
En 1974 la Comisión Anticomunista del Litoral (CAL), una especie de versión santafesina de la Triple A, amenazó de muerte a quince periodistas de Nuevo Diario. Entre los amenazados estaba Nilsa Urquía, la única en la nómina que no trabajaba en el diario.
Varios trabajadores del diario se fueron de la ciudad. Urquía ya había comprado un pasaje hacia México, pero la mataron tres días antes de su exilio.
El 15 de noviembre Marta Zamaro y Nilsa Urquía fueron secuestradas por un grupo de desconocidos. Sus cuerpos fueron hallados al día siguiente con signos de tortura de picana y golpes, en el arroyo Cululú, a pocos kilómetros de Esperanza. A ambas las ahogaron, las arrojaron al río encapuchadas y con las manos atadas.

## Justicia
Aunque pedida desde 2003, la reapertura del caso fue en 2011. En la investigación se muestra como operaban en Argentina los organismos de inteligencia desde años antes del golpe militar creando listados con personas que luego fueron víctimas de la represión ilegal, como Osvaldo Catena. En 2014, de un expediente con más de mil fojas se desprende que hubo una zona liberada en la misma hora sitio en que las abogadas fueron secuestradas y un operativo conjunto en el que participaron personas de Santa Fe, Buenos Aires y Entre Ríos.
Un fiscal reiteró en 2015 un pedido para que se indague al exjefe de la delegación local de la Policía Federal José Luis Díaz, integrante de la banda paraestatal que secuestró, torturó y asesinó a las abogadas.

## Homenajes
“Los Chacales del arroyo” es un libro de Carlos María Gómez que aborda como tema el secuestro y posterior asesinato de Zamaro y Urquía. En 2008 se puso el nombre de ambas a una calle del puerto de Santa Fe y a un centro cultural. En 2014 hubo un acto en su homenaje, al cumplirse cuarenta años de su martirio y muerte.